# Jeryl Sasser
Jeryl Henry Braxton Sasser (Dallas, 13 februari 1979) is een Amerikaans voormalig basketballer.

## Carrière
Sasser speelde collegebasketbal voor de SMU Mustangs van 1997 tot 2001. Hij werd in 2001 gekozen als 22e in de NBA draft door de Orlando Magic, in zijn eerste seizoen speelde hij maar zeven wedstrijden voor de Magic door een blessure. In zijn tweede seizoen speelde hij 75 wedstrijden en haalde met de Magic de play-offs. Voor de start van zijn derde seizoen werd zijn contract ontbonden. Hij tekende daarop in maart 2004 in de Franse competitie bij Élan Béarnais Pau-Orthez als vervanger van Nate Erdmann.
Hij tekende eind juni 2004 in de NBA Summer League voor de Charlotte Bobcats maar werd al op 9 juli 2004 weggestuurd. Op 23 oktober 2004 tekende hij een contract bij de Milwaukee Bucks maar werd 29 oktober alweer weggestuurd samen met Derek Hood en Felipe Lopez. Hij tekende in februari 2005 bij de Yakima Sun Kings uit de CBA. In november 2005 tekende hij bij Bnei HaSharon Basket als vervanger van de geblesseerde Cookie Belcher. Hij speelde daarna nog bij Al Arabi uit Koeweit.

## Privéleven
Sassers broer Jason Sasser, grootvader John Barber en neef Marcus Sasser waren ook een profbasketballers.

## Erelijst
- Frans landskampioen: 2004

## Statsitieken

### Regulier seizoen
| Seizoen  | Team          | WG | WS | MPW  | 2P%  | 3P%  | FW%  | RPW | APW | SPW | BPW | PPW |
| -------- | ------------- | -- | -- | ---- | ---- | ---- | ---- | --- | --- | --- | --- | --- |
| 2001/02  | Orlando Magic | 7  | 0  | 5,1  | 21,4 | -    | 80,0 | 1,0 | 0,3 | 0,4 | 0,0 | 1,4 |
| 2002/03  | Orlando Magic | 75 | 4  | 13,7 | 31,3 | 29,5 | 67,9 | 2,5 | 0,9 | 0,6 | 0,2 | 2,6 |
| Carrière | Carrière      | 82 | 4  | 12,9 | 30,5 | 29,5 | 68,7 | 2,3 | 0,8 | 0,6 | 0,1 | 2,5 |

### Play-offs
| Seizoen  | Team          | WG | WS | MPW | 2P%  | 3P%  | FW% | RPW | APW | SPW | BPW | PPW |
| -------- | ------------- | -- | -- | --- | ---- | ---- | --- | --- | --- | --- | --- | --- |
| 2002/03  | Orlando Magic | 6  | 0  | 4,2 | 33,3 | 25,0 | -   | 0,8 | 0,2 | 0,2 | 0,2 | 0,8 |
| Carrière | Carrière      | 6  | 0  | 4,2 | 33,3 | 25,0 | -   | 0,8 | 0,2 | 0,2 | 0,2 | 0,8 |